# Комптон (гамма-обсерватория)
Обсерватория Комптон Compton Gamma Ray Observatory (CGRO) вторая из «Больших обсерваторий» НАСА после телескопа Хаббл. Обсерватория названа в честь Артура Комптона, лауреата нобелевской премии по физике. Обсерватория произведена компанией TRW (сейчас — Нортроп Грумман). Была запущена на космическом челноке Атлантис (миссия STS-37) 5 апреля 1991 года и работала до 4 июня 2000 года. На то время обсерватория была самой большой полезной нагрузкой (17 т), когда-либо запущенной космическими челноками (после запуска, с разгонным блоком, обсерватории Чандра массой 22,7 тонн, рекорд перешёл к ней).
После выхода из строя одного из гироскопов  спутник был сведен с орбиты.
Несмотря на то, что инструменты обсерватории работали в полностью штатном режиме, отказ ещё одного гироскопа спутника мог привести к тому, что его последующий свод с орбиты был бы значительно усложнён и мог быть опасен. После обсуждений в НАСА было решено, что в интересах безопасности лучше свести спутник с орбиты в контролируемом режиме, чем позволить ему в дальнейшем упасть бесконтрольно. Спутник вошёл в плотные слои атмосферы 4 июня 2000 года, остатки спутника, не сгоревшие в атмосфере, упали в Тихий океан.

## Инструменты
Обсерватория Комптон несла 4 основных инструмента, совместно покрывающих энергетический диапазон от 20 кэВ до 30 ГэВ.

### BATSE
Инструмент для исследования вспышечных и транзиентных событий Burst and Transient Source Experiment, (BATSE) произведённый в Космическом центре имени Маршалла (НАСА) был предназначен для обнаружения коротких всплесков (например, гамма всплесков), а также имел возможность проводить обзоры всего неба. Инструмент состоял из 8 идентичных модулей LAD (Large Area Detector), размещённых на углах обсерватории. Каждый модуль представлял собой кристалл NaI(Tl) диаметром 50,48 см и толщиной 1,257 см с рабочим энергетическим диапазоном 20 кэВ — 2 МэВ, и кристалл NaI диаметром 12,7 см толщиной 7,62 см с расширенным энергетическим диапазоном до 8 МэВ. Все кристаллы были окружены пластиковым сцинтиллятором, формировавшим антисовпадательную защиту детекторов от заряженных частиц космических лучей и заряженных частиц радиационных поясов Земли. Резкое увеличение скорости счёта детекторов инициировало запись показаний детектора с увеличенным временным разрешением, что в дальнейшем позволяло анализировать кривые блеска всплесков. Типичная частота регистрации всплесков инструментом BATSE — примерно один в день.

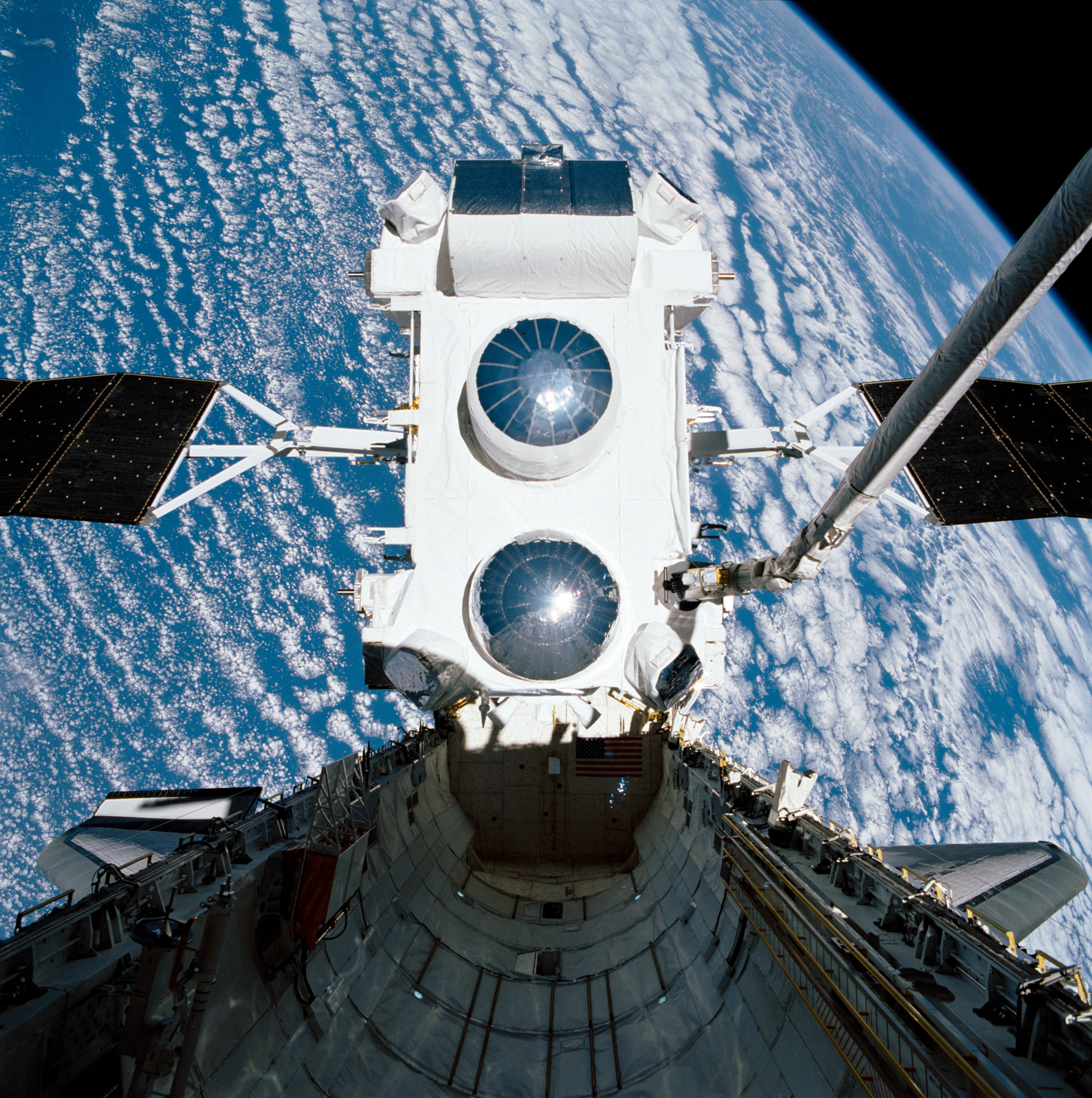
Вывод обсерватории Комптон на орбиту космическим челноком Атлантис

### OSSE
Направленный сцинтилляционный спектрометр Oriented Scintillation Spectrometer Experiment, (OSSE), произведённый в Исследовательской лаборатории ВМФ США (англ. Naval Research Laboratory) регистрировал гамма лучи, попадающие в поле зрения спектрометра, ограниченное коллиматором размером 3,8° x 11,4° FWHM. Детекторы представляли собой толстые сцинтиляционные кристаллы NaI(Tl) диаметром 30,3 см и толщиной 10,2 см, оптически сопряжённые с толстым кристаллом CsI(Na) толщиной 76,2 мм, работающими по принципу приборов фосвич (Phoswich), то есть с отделением быстрых (~0,25 мкс) событий, произошедших в кристалле NaI, от медленных (~1мкс), произошедших в кристалле CsI(Na). Таким образом кристалл CsI(Na) служил эффективной антисовпадательной защитой от событий, пришедших не через поле зрения инструмента. Также антисовпадательной защитой служил и кристалл CsI(Na) цилиндрической формы, окружающий центральный детектор с боковых сторон. Коллиматор из вольфрамовых пластин располагался в стакане из кристалла CsI(Na) антисовпадательной защиты. Четыре детектора инструмента работали попарно, попеременно чередуя наблюдения источника и фоновой площадки для лучшего учёта инструментального фона детекторов.

### COMPTEL
Комптоновский телескоп Imaging Compton Telescope, (COMPTEL) произведённый в Институте внеземной физики общества им. Макса Планка, Университетом Нью-Хемпшира, Институтом космических исследований Нидерландов и Астрофизическим департаментом ЕКА был предназначен для определения направления прихода фотонов в диапазоне 0,75-30 МэВ с точностью около градуса. Поле зрения прибора составляло около одного стерадиана. Для регистрации реальных гамма фотонов прибору было необходимо срабатывание одновременно в двух сцинтилляторах, верхнем и нижнем. Гамма лучи, рассеянные на верхнем сцинтилляторе, оставив в нём энергию E1, поглощались в нижнем сцинтилляторе, оставляя в нём энергию E2. Зная эти две величины, E1 , E2, можно было определить полную энергию пришедшего гамма-кванта и угол Комптоновского рассеяния θ. Измеряя положения на детекторах, в которых были зарегистрированы события, инициированные пришедшим гамма-квантом, можно было определить кольцо направлений на небе, из которого пришло зарегистрированное событие.
Ввиду требования практически строгого совпадения времён регистрации событий в двух детекторах (с задержкой всего в наносекунды) большая часть фоновых событий в детекторе эффективно подавлялась. Анализируя большое количество событий с информацией о «кольцах» прихода фотонов, можно было восстанавливать карту неба с угловым разрешением около одного градуса.

### EGRET
Гамма телескоп высоких энергий Energetic Gamma Ray Experiment Telescope, (EGRET) регистрировал гамма лучи в диапазоне от 20 МэВ до 30 ГэВ с угловым разрешением в доли градуса и энергетическим разрешением в 15 %. Прибор был разработан в Центре космических полетов имени Годдарда (США), Институте внеземной физики общества им. Макса Планка и Стэнфордском университете. Детектор работал на принципе регистрации электрон-позитронных пар, рождаемых при прохождении через объём детектора гамма лучей высоких энергий. В детекторе измерялись траектории вторичных электронов и позитронов и их полные энергии, что позволяло затем восстанавливать информацию о направлении пришедшего гамма-кванта и его энергии.

## Основные результаты
- Телескоп EGRET получил высококачественную карту неба в гамма лучах выше 100 МэВ[1]. Качество данных телескопа EGRET было превзойдено только обсерваторией Fermi, запущенной в 2008 году. За четыре года работы инструмента EGRET был обнаружен 271 источник, из которых природу 170 установить не удалось
- Телескоп COMPTEL впервые получил карту галактики в линии излучения радиоактивного алюминия-26, образующегося при взрывах сверхновых[2].
- При помощи инструмента OSSE были получены самые лучшие на сегодняшний день спектры различных галактических и внегалактических источников в энергетическом диапазоне до 1 МэВ[3]
- Инструмент BATSE обнаружил более 3000 гамма всплесков (самый большой набор гамма всплесков до настоящего времени[4]), что впервые позволило провести ряд важных статистических исследований гамма всплесков[5]. Среди прочего удалось показать, что пространственное распределение гамма всплесков очень однородно на небе и они делятся на два больших семейства, со средней длительностью менее и более 2 секунд[6]. Согласно современным представлениям разделение по длительности гамма всплесков связано с различием в природе астрофизических объектов, взрывы в которых приводят к гамма всплескам (слияние двойных чёрных дыр или нейтронных звёзд и коллапс массивной звезды)
- При помощи инструмента BATSE был проведен наилучший на настоящий момент мониторинг рентгеновских пульсаров, позволивший провести ряд важных тестов различных астрофизических моделей аккрецирующих нейтронных звёзд[7].
- Открыты короткие гамма всплески от грозовых облаков в земной атмосфере.